# بالسا دي فيس
بلدية بالسا دي فيس (بالإسبانية: Balsa de Ves) هي بلدية تقع في مقاطعة البسيط التابعة لمنطقة كاستيا لا مانتشا وسط إسبانيا.

## الديموغرافيا
بلغ عدد سكان بلدية بالسا دي فيس 213 نسمة عام 2011 (وفقاً للمعهد الوطني الإسباني للإحصاء).
| 270 | 283 | 226 | 226 | 222 | 226 | 213 |